# Roland Leitinger
Roland Leitinger (St. Johann in Tirol, 13 mei 1991) is een Oostenrijkse alpineskiër. 

## Carrière
Leitinger maakte zijn wereldbekerdebuut in februari 2011 in Hinterstoder. In december 2014 scoorde de Oostenrijker in Åre zijn eerste wereldbekerpunten. Op de wereldkampioenschappen alpineskiën 2017 in Sankt Moritz veroverde hij de zilveren medaille op de reuzenslalom.

## Resultaten

### Wereldkampioenschappen
| Jaar | Plaats       | Resultaten   |
| ---- | ------------ | ------------ |
| 2017 | Sankt Moritz | Reuzenslalom |

### Wereldbeker
Eindklasseringen
| Seizoen   | Algm | GS  | PAR |
| --------- | ---- | --- | --- |
| 2014/2015 | 134e | 42e |     |
| 2015/2016 | 69e  | 24e |     |
| 2016/2017 | 63e  | 19e |     |
| 2017/2018 | 91e  | 29e |     |
| 2018/2019 | 122e | 41e |     |
| 2019/2020 | 39e  | 17e | 5e  |